# Carl Paaske
Carl Paaske (* 29. Juli 1890 in Kristiania; † 7. Juni 1970 in Oslo) war ein norwegischer Moderner Fünfkämpfer.

## Karriere
Paaske nahm an den Olympischen Spielen 1912 in Stockholm teil. Hier erreichte er im Modernen Fünfkampf Rang 13.